# Marcal-medence
A Marcal-medence a Kemeneshát és a Bakony közé benyúló félmedence, Vas és Veszprém vármegye határán található, területe 3000 km². Északi észén található a Pannonhalmi-dombság, mely már Győr-Moson-Sopron vármegye területéhez tartozik. A Marcal a medence nyugati részén folyik. Ennek az az oka, hogy a mellékpatakok (a Sós-ér, a Sokorói-Bakony-ér és a Csangota-ér) hordalékkúpjai a Marcalt nyugat felé szorították.

## Kialakulása
A medence alapját képező mezozoós rétegekkel takart kristályos kőzetek megsüllyedtek. A pannon üledékek vastagsága 2000 méteres is lehet. A süllyedés a felső pannóniai emelkedés végére megállt, a szárazzá vált felszínen megkezdődött a folyóvízi erózió és akkumuláció. A Pannon-tenger visszahúzódása után a felszínre a győr-moson-soproni területtől délebbre bazaltlávává rakódott le (Somló, Ság). Legközelebb esik a megyéhez a marcaltői tufamező, amelynek anyagát régóta fejtik építő és útburkolókőnek.

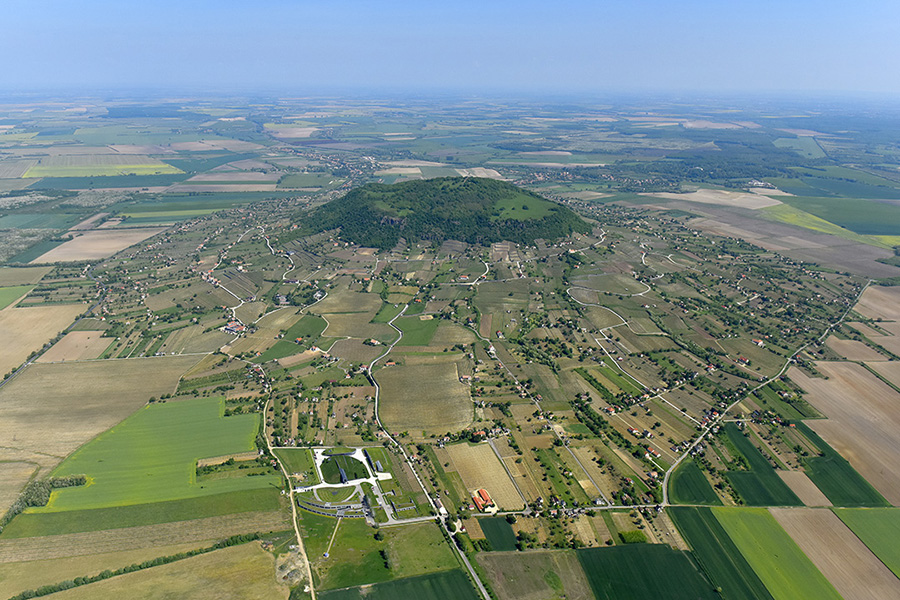
Marcal-medence keleti szélén található 431 méter magas vulkáni tanúhegy: Somló

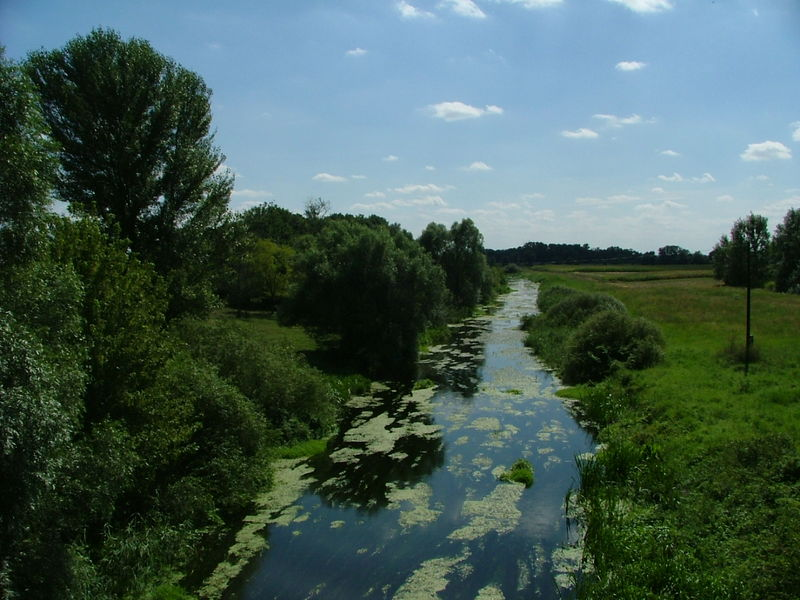
A folyó Mórichidánál

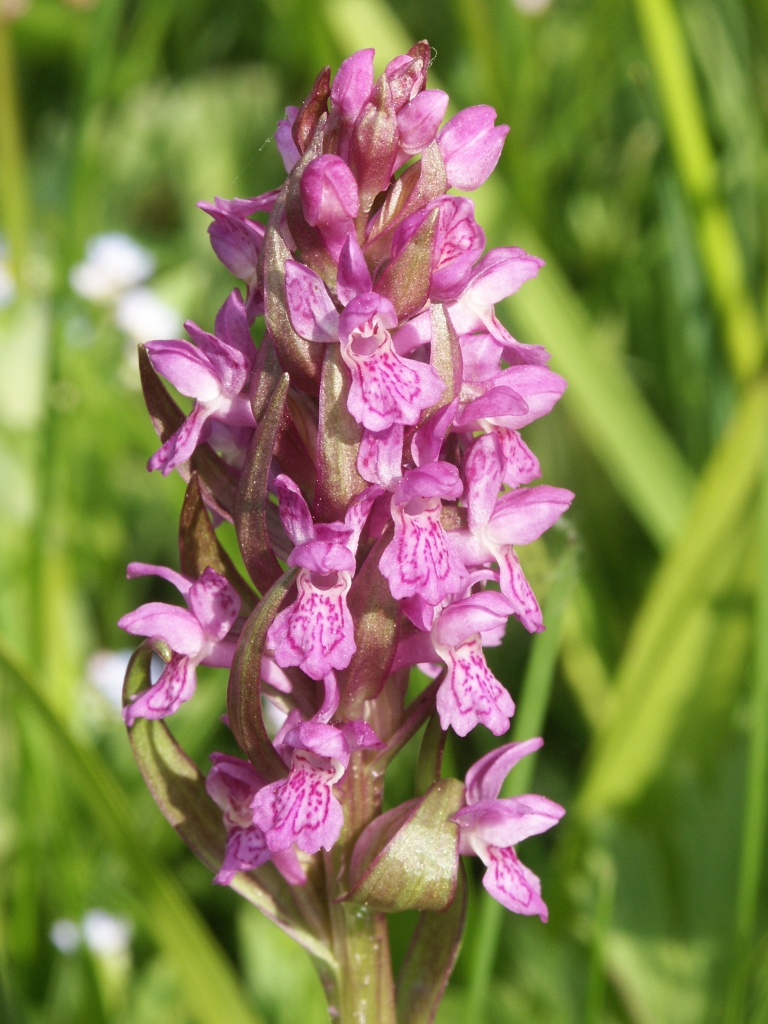
Hússzínű ujjaskosbor - őshonos faj a Marcal-medencében

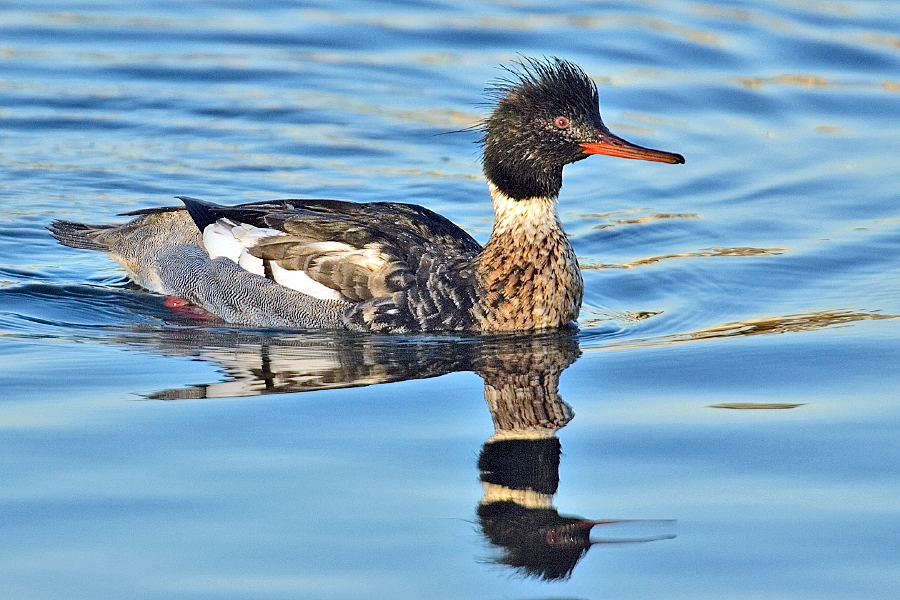
Örvös bukó

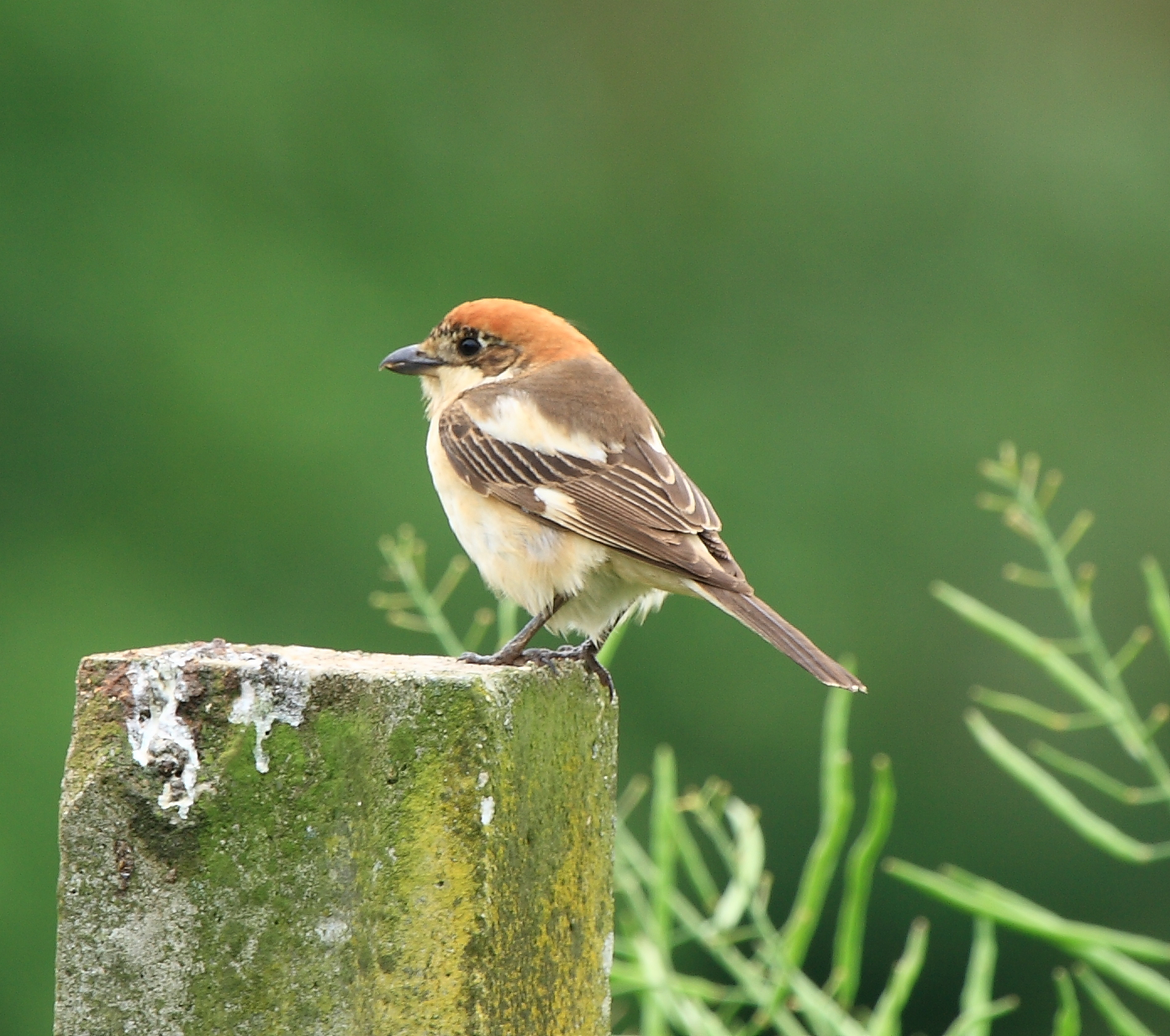
Vörösfejű gébics

A Marcal-medence feltöltődött, a hordalék az Alpokból és a Bakonyból érkezett, ez a hordalék építi fel a Kemeneshát kavicstakaróját is. A Keszthely-gleichbergi -vízválasztó kiemelkedését, viszont intenzív lepusztulás követte. Ennek következtében a Marcal-medencéből napjainkig 150-160 méter vastag üledék pusztult le. Ezt a réteghiányt az előbb említett bazaltsapkás tanúhegyek igazolják.
A Győri-medence felső pleisztocén süllyedése következtében a Marcal-medence felszínét a Bakonyból lefutó patakok egyre mélyebbre vájták, ebben az időben a Zala is itt haladt keresztül. A medence területén található mocsarak 10 ezer évvel ezelőtt keletkeztek a holocénban, később több méter vastag tőzeg képződött bennük. A kiaknázásukra Mersevátnál, valamint Adorjánháza mellett tőzegbányák is létesültek.
A medence túlnyomó részét lepelhomok borítja. A Marcal és a mellékpatakjai mentén meszes, homokos, öntésiszap, a magasabban fekvő területeken karbonátos, kavicsos homok (Tét környékén) és meszes homok található. A Marcal-medence környékén szegény a mezőgazdasági kultúrtáj.

## Éghajlat
A Marcal-medence éghajlata mérsékelt, a napsütéses órák száma 1900 körüli. A tél enyhe, középhőmérséklete -1 és -2 C° közötti, a nyári középhőmérséklet 20,5-21 C°. Az északi szél az uralkodó, de előfordulhat déli szél. Az évi csapadékmennyiség 650–700 mm között változik, a hótakarós napok száma 35-40, a hótakaró vastagsága átlagosan 25–30 cm.

## Vízrajz
A medence legnagyobb vízfolyása a Marcal, mely a Keszthelyi-fennsík északi részénél, Sümegprága határában ered, de forrása a Torna-patak is. A folyó nagyon ingadozó vízjárású, átlagos vízhozama 0,4 m³/s, a merseváti vízmércénél mért legkisebb vízhozam 0,15 m³/s, a legmagasabb vízhozam 110 m³/s volt. Az áradások, árvizek gyakoriak, mivel a Marcal és mellékpatakjainak vízgyűjtő területe a Bakony ÉNY-i lejtője, mely igen csapadékos terület.
Állóvizekből keveset találhatunk, csak kisebb víztározók, kavics- és tőzegbányák helyén keletkezett tavak (Mersevát) találhatók a Marcal-medencében. A terület talajvíz- és rétegvíz ellátottsága jó, fontosak a termálvizek is, amelyeket a környék fürdőiben hasznosítanak.

## Élővilág

### Növényvilág
Jellemző növénytársulások a zsombékos láprétek és mocsarak öveztek a vízpartok mentén, a magasabban fekvő területeken pedig mogyorós cserjék, majd cseres tölgyes erdők borítják. Az ember megjelenése után az erdők helyén szántóföldek és legelők jelentek meg, az utolsó hatalmas tanúfákat az 1930-as években vágták ki. Az őshonos fajok kipusztítása után kezdett el terjedni a süntök, az aranyvessző, a gyalogakác, a selyemkóró és a betyárkóró. Azonban pár védett faj megőrződött a területen, mint például a fehér májvirág, a mocsári kosbor, vagy a hússzínű ujjaskosbor.

### Állatvilág
A Marcal ősi állatvilágára a Mezőlak melletti tőzeglápban megőrződött maradványok alapján következtethetünk. A környéken megtalálható volt az őstulok, a vadszamár és a gímszarvas. Ürgék is éltek nagyobb számban a lecsapolás után kiszáradt területeken.
Ha a Marcal halfaunája az 1863-ban kezdődött lecsapolás előtt sokkal gazdagabb volt, mint napjainkban. A halállomány felmérésére 2008-ban került sor, mely során összesen 25 faj 1524 példányát azonosították. A ragadozó halak közül a csuka, a sügér, a balin, a süllő, valamint a harcsa él a Marcalban. Nagy számban fordul még elő keszeg, kárász, ponty, küsz, naphal és fenékjáró küllő.
A lecsapolás előtti Marcal-medence élővilága igen gazdag volt, amit jól tükröz, hogy madárfajai közt olyan ma már ritkának mondható fajok is megtalálhatóak voltak, mint az örvös bukó, a vörös kánya, a túzok, a sarki búvár, az aranylile, a fenyőszajkó vagy a vörösfejű gébics.
Az alábbiakban a jellemző fajok felsorolása látható élőhelyek szerint:
1. Fészkelő madarak - Mezőgazdasági területek: dolmányos varjú, szarka, balkáni gerle, mezei veréb, tövisszúró gébics, mezei poszáta, barátposzáta, karvalyposzáta, fülemüle, sárgarigó, citromsármány, őszapó, erdei fülesbagoly, vörös vércse, kabasólyom, egerészölyv, héja
2. Fészkelő madarak - Legelők, kaszálók: mezei pacsirta, fürj, haris, fácán, fogoly, barna rétihéja
3. Fészkelő madarak - Zárt erdők: holló, szajkó, harkály, seregély, fekete rigó, csuszka, fakusz, cinege, vadgerle, örvös galamb, erdei pinty, tengelic, zöldike, csicsörke, poszáta
4. Fészkelő madarak - Vizes élőhelyek: nádirigó, cserregő nádiposzáta, foltos nádiposzáta, nádi sármány, szárcsa, tőkés réce, guvat, kis vöcsök, tücsökmadarak, függőcinege, jégmadár, nagy kócsag, szürke gém, törpegém, bakcsó, kanalasgém, fekete gólya, bíbic, cankó, vízicsibe, nagy póling, kékbegy, hamvas rétihéja
5. Fészkelő madarak - Lakott területek: tengelic, csicsörke, zöldike, kis poszáta, fecske, fehér gólya, seregély, mezei veréb, gyöngybagoly
6. Fészkelő madarak - Egyéb élőhelyek: partifecske, színpompás gyurgyalag
7. Vonuló madarak: dankasirály, bütykös hattyú, gulipán, gólyatöcs, pajzsos cankó, nagy kócsag, szürke gém, fehér gólya, fekete gólya, kárókatona, szürke cankó, sárszalonka, guvat, bölömbika, halászsas, rétisas

## Társadalomföldrajz
Az ember Kr. e. 12-7 ezer évvel ezelőtt, a középső kőkorban telepedhetett meg itt. Az eróziós szigeteken, magasabb térszíneken épültek fel az első falvak, melynek lakosai halászatból és vadászatból éltek, de később fokozatosan áttértek a növénytermesztésre és az állattenyésztésre. Az 1863-ban kezdődtek meg a folyószabályozási munkák, így egyre nagyobb területeket tudtak bevonni a mezőgazdasági művelésbe.